# Gerald Myrow
Gerald Myrow (Youngstown, 26 juni 1923 – Park Forest, 17 augustus 1977) was een Amerikaans componist en arrangeur.

## Levensloop
Myrow studeerde muziek aan het Cleveland Institute of Music in Cleveland, het American Conservatory of Music in Hammond en het Roosevelt College of Music, nu: Chicago College of Performing Arts (CCPA) aan de Roosevelt-universiteit in Chicago. Tijdens de Tweede Wereldoorlog was hij lid van de United States Navy Band. 
Na de oorlog maakte hij carrière als componist en arrangeur van zogenoemde "industrial shows".

## Composities

### Werken voor harmonieorkest
- 1960 Five o'clock rush, voor harmonieorkest
- 1968 Eulogy, voor harmonieorkest

### Vocale muziek

#### Werken voor koor
- 1956 March of Freedom, voor gemengd koor en harmonieorkest (samen met: Alfred Engelhard en Bernard Kuby)
- 1958 Hurry up, Christmas
- 1962 Gonna go up happy, spiritual voor gemengd koor a capella
- 1964 One for the boys
- 1971 A bushel and a peck, voor tweestemmig koor en piano
- 1971 Goodnight, my someone, voor gemengd koor
- 1971 It's so wonderful to be young, voor vrouwenkoor, piano, gitaar, basgitaar en drumstel
- 1971 The twelfth of never, voor vrouwenkoor en piano
- 1972 Unchained melody, voor vrouwenkoor en piano, dwarsfluit, gitaar, bas en drumstel
- 1973 Somebody, somewhere, voor gemengd koor en piano

#### Liederen
- 1962 Gonna go up happy, voor zangstem en instrumenten